# Bélabo
Bélabo es una comuna camerunesa perteneciente al departamento de Lom-et-Djérem de la región del Este.
En 2005 tiene 30 953 habitantes, de los que 15 616 viven en la capital comunal homónima.
Se ubica sobre la carretera N18 a orillas del río Sanaga, unos 60 km al noroeste de la capital regional Bertoua.
La localidad alberga una de las estaciones ferroviarias más importantes de la línea conocida como Transcamerunés. Desde 1969 se cargan en esta estación gran cantidad de mercancías del este del país y de los países vecinos con destino al puerto de Duala.

## Localidades
Comprende la ciudad de Bélabo y las siguientes localidades:
- Adiah
- Belabo Village
- Biombe
- Bombi
- Cambocassi
- Deng-Deng
- Dibam
- Dimong
- Djangane
- Dondi
- Ebaka
- Ekak
- Ekombitie
- Essamiem
- Essandjane
- Esselegue
- Gbadanga
- Goyoum
- Haman
- Hona
- Kalbé
- Kano
- Koundi
- Kpamgbara
- Lom II
- Lom Et Pangar
- Londia
- Mambaya
- Mansa
- Mbaki
- Mbambassi
- Mbambo
- Mbea
- Mbethen
- Ndemba I
- Ndemba II
- Ndoumba-Kanga
- Ndoumba-Olinga
- Ouami
- Pouthey
- Sakoudi
- Satando
- Sikondi
- Viali
- Woutchaba
- Yambeng
- Yanda-Bobilis
- Yebi
- Yoa
- Yoko-Betougou